# Хаазе, Вернер
Вернер Хаазе (нем. Werner Haase, 2 августа 1900, Кётен — 30 ноября 1950, Бутырская тюрьма, Москва) — оберштурмбаннфюрер СС, один из личных врачей Адольфа Гитлера.

## Биография
Родился 2 августа 1900 года в Кётене. После окончания средней школы, с 1918 по 1919 г. он принимал участие в Первой мировой войне в качестве пехотинца. С 1919 по 1924 г. изучал медицину в Йенском университете. В 1924 г. получил докторскую степень в области хирургии. В последующие годы практиковался как корабельный врач.
Вступил в НСДАП (билет № 3 081 672) и СА в 1933 году, а в СС в апреле 1934 года (удостоверение № 254 097). С 1934 года был ассистентом в Университетской хирургической клиники Берлина при клиническом комплексе «Шарите». В 1935—1945 гг. был вторым сопровождающим врачом Гитлера (первым являлся Карл Брандт). Гитлер был о нём высокого мнения.
В 1940 году стал профессором медицины. С 1943 главный врач хирургической клиники Шарите в Берлине. 21 июня 1943 года получил чин оберштурмбаннфюрера (подполковника) СС.
21 апреля 1945 года прибыл в Берлин, став личным врачом Гитлера вместо Теодора Морелля. Также лечил раненых немецких солдат и мирных жителей в бомбоубежище рейхсканцелярии. 29 апреля был вызван Гитлером, чтобы помочь Людвигу Штумпфеггеру отравить собаку Гитлера Блонди. Оставался в бункере до самоубийства Гитлера. Затем он вернулся к лечению раненых и 2 мая был взят в плен советскими войсками, занявшими практически опустевший бункер.
6 мая Хаазе опознал тела Геббельса и его семьи.
В июне 1945 года был обвинён в том, что он являлся приближённым Гитлера, а также членом нацистской партии и СС.
30 ноября 1950 года Хаазе скончался на 50-м году жизни от туберкулёза в больнице Бутырской тюрьмы.

## Изображение в кинематографе
- Фильм «Бункер»[2] (1981)
- Фильм «Бункер»[3] (2004).